# Rudolf J. Schlaffer
Rudolf Josef Schlaffer (* 1970 in Amberg) ist ein deutscher Offizier (Oberst), Militärhistoriker, Museumsdirektor und Kultursenator.

## Leben
Schlaffer trat 1991 als Offizieranwärter des Heeres in die Bundeswehr ein. Er wurde bei der Gebirgsjäger- und Panzergrenadiertruppe ausgebildet. Von 1994 bis 1997 studierte er Geschichte sowie Sozial- und Rechtswissenschaften an der Helmut-Schmidt-Universität in Hamburg, der Universität Hamburg und der Central Connecticut State University in New Britain, Connecticut.
Im Anschluss wurde er mehrmals in Truppen- und Stabsverwendungen eingesetzt. Er kam 1999 als wissenschaftlicher Mitarbeiter an das Militärgeschichtliche Forschungsamt (MGFA). Zu seinen Forschungsgebieten gehört die „Militärgeschichte der Bundesrepublik Deutschland im Bündnis“. Von 2004 bis 2008 war er Redakteur der Militärgeschichtlichen Zeitschrift.
2006 wurde er bei Bernd Wegner an der Helmut-Schmidt-Universität mit der Dissertation Der Wehrbeauftragte des Deutschen Bundestages: Konzeption, Formierung und Entwicklung des Amtes von Helmuth von Grolman zu Karl Wilhelm Berkhan zum Dr. phil. promoviert. Seit 2009 ist er Lehrbeauftragter am Historischen Institut der Universität Potsdam.
2013 übernahm er die Projektleitung „Strategie und Sicherheitspolitik der Bundesrepublik Deutschland“ am MGFA (heute: Zentrum für Militärgeschichte und Sozialwissenschaften der Bundeswehr). Im Oktober 2021 hat Schlaffer in der Nachfolge von Armin Wagner die Direktion des Militärhistorischen Museums der Bundeswehr (MHM) mit den Standorten in Dresden, Flugplatz Berlin-Gatow und einem Zeughaus auf der Festung Königstein übernommen.

## Schriften (Auswahl)

### Monografien
- GeRechte Sühne? Das Konzentrationslager Flossenbürg. Möglichkeiten und Grenzen der nationalen und internationalen Strafverfolgung von NS-Verbrechen (= Studien zur Zeitgeschichte, Band 21). Kovač, Hamburg 2001, ISBN 3-8300-0192-4.
- mit Helmut R. Hammerich, Dieter H. Kollmer, Martin Rink: Das Heer 1950 bis 1970. Konzeption, Organisation, Aufstellung (= Sicherheitspolitik und Streitkräfte der Bundesrepublik Deutschland, Band 3). Oldenbourg, München 2006, ISBN 978-3-486-57974-1.
- Der Wehrbeauftragte 1951 bis 1985. Aus Sorge um den Soldaten (= Sicherheitspolitik und Streitkräfte der Bundesrepublik Deutschland, Band 5). Oldenbourg, München 2006, ISBN 978-3-486-58025-9.
- mit John Zimmermann: Wo bitte geht’s zur Schlacht? Kurioses aus dem deutschen Militär. edition q im be.bra verlag, Berlin 2009, ISBN 978-3-86124-630-5.
- mit Marina Sandig: Die Bundeswehr 1955–2015. Sicherheitspolitik und Streitkräfte in der Demokratie. Analysen, Bilder und Übersichten. Rombach, Freiburg im Breisgau 2015, ISBN 978-3-7930-9836-2.
- Deutsche Kriegführung. Militärische Spitzengliederungen von 1871 bis 2015. Kohlhammer, Stuttgart 2023, ISBN 978-3-17-043180-5.

### Herausgeberschaften
- mit Wolfgang Schmidt: Wolf Graf von Baudissin, 1907–1993. Modernisierer zwischen totalitärer Herrschaft und freiheitlicher Ordnung. Im Auftrag des Militärgeschichtlichen Forschungsamtes, Oldenbourg, München 2007, ISBN 978-3-486-58283-3.
- mit Helmut R. Hammerich: Militärische Aufbaugenerationen der Bundeswehr 1955 bis 1970. Ausgewählte Biografien. Im Auftrag des Militärgeschichtlichen Forschungsamtes, Oldenbourg, München 2011, ISBN 978-3-486-70436-5.
- mit Heiner Möllers: Sonderfall Bundeswehr? Streitkräfte in nationalen Perspektiven und im internationalen Vergleich. Im Auftrag des Zentrums für Militärgeschichte und Sozialwissenschaften der Bundeswehr, De Gruyter, Berlin 2014, ISBN 978-3-11-034824-8.